# Lista de igrejas de Braga
A cidade de Braga é riquíssima em igrejas, ao ponto de ser conhecida como a Roma Portuguesa, ou a Cidade dos Arcebispos.
Segue-se a lista das Edifícios religioso de Braga consideradas como património:

## Adaúfe
| Igreja           | Patrono      | Localização | coordenadas geográficas     | imagem |
| ---------------- | ------------ | ----------- | --------------------------- | ------ |
| Igreja de Adaúfe | Virgem Maria |             | 41° 35′ 08″ N, 8° 23′ 40″ O |        |

## Arentim e Cunha
| Igreja                      | Patrono        | Localização | coordenadas geográficas     | imagem |
| --------------------------- | -------------- | ----------- | --------------------------- | ------ |
| Igreja Paroquial de Arentim | Salvador Mundi |             | 41° 29′ 13″ N, 8° 30′ 41″ O |        |
| Igreja Paroquial de Cunha   | Miguel         | Cunha       | 41° 29′ 26″ N, 8° 30′ 44″ O |        |

## Braga (Maximinos, Sé e Cividade)
| Igreja                          | Patrono        | Localização | coordenadas geográficas     | imagem |
| ------------------------------- | -------------- | ----------- | --------------------------- | ------ |
| Colégio de São Paulo            |                |             | 41° 32′ 55″ N, 8° 25′ 36″ O |        |
| Igreja da Misericórdia de Braga |                | Sé          | 41° 33′ 02″ N, 8° 25′ 37″ O |        |
| Igreja de Maximinos             | São Pedro      | Maximinos   | 41° 32′ 39″ N, 8° 26′ 00″ O |        |
| Igreja de São Paulo             | Paulo de Tarso | Cividade    | 41° 32′ 55″ N, 8° 25′ 36″ O |        |
| Igreja de São Tiago da Cividade | Santiago Maior | Cividade    | 41° 32′ 55″ N, 8° 25′ 37″ O |        |
| Sé de Braga                     |                | Sé          | 41° 33′ 00″ N, 8° 25′ 38″ O |        |

## Braga (São José de São Lázaro e São João do Souto)
| Igreja                                | Patrono               | Localização            | coordenadas geográficas     | imagem |
| ------------------------------------- | --------------------- | ---------------------- | --------------------------- | ------ |
| Hospital de São Marcos                |                       | São João do Souto      | 41° 32′ 52″ N, 8° 25′ 24″ O |        |
| Igreja Paroquial de São João do Souto | João Batista          | São João do Souto      | 41° 33′ 00″ N, 8° 25′ 29″ O |        |
| Igreja da Lapa                        | Nossa Senhora da Lapa |                        | 41° 33′ 05″ N, 8° 25′ 25″ O |        |
| Igreja da Lapa e Edifício das Arcadas |                       |                        | 41° 33′ 05″ N, 8° 25′ 24″ O |        |
| Igreja da Penha                       |                       | São José de São Lázaro | 41° 33′ 05″ N, 8° 25′ 09″ O |        |
| Igreja de Santa Cruz                  |                       |                        | 41° 32′ 58″ N, 8° 25′ 27″ O |        |
| Igreja de Santo Adrião                | Adriano de Nicomédia  |                        | 41° 32′ 23″ N, 8° 24′ 40″ O |        |
| Igreja de São Lázaro                  | Lázaro                | São José de São Lázaro | 41° 32′ 47″ N, 8° 25′ 18″ O |        |
| Igreja de São Marcos                  | São Marcos            |                        | 41° 32′ 56″ N, 8° 25′ 24″ O |        |
| Igreja dos Terceiros                  |                       | São José de São Lázaro | 41° 33′ 06″ N, 8° 25′ 28″ O |        |
| Igreja e Convento do Pópulo           |                       | São João do Souto      | 41° 33′ 07″ N, 8° 25′ 43″ O |        |

## Braga (São Vicente)
| Igreja                              | Patrono                | Localização | coordenadas geográficas     | imagem |
| ----------------------------------- | ---------------------- | ----------- | --------------------------- | ------ |
| Igreja de Santa Teresa              | Teresa de Ávila        |             | 41° 33′ 18″ N, 8° 25′ 14″ O |        |
| Igreja de São Vicente (São Vicente) | Vicente de Saragoça    |             | 41° 33′ 22″ N, 8° 25′ 16″ O |        |
| Igreja do Carmo                     | Nossa Senhora do Carmo |             | 41° 33′ 14″ N, 8° 25′ 33″ O |        |

## Braga (São Vítor)
| Igreja                        | Patrono                 | Localização | coordenadas geográficas     | imagem |
| ----------------------------- | ----------------------- | ----------- | --------------------------- | ------ |
| Igreja Paroquial de São Vítor | Victor de Braga         |             | 41° 33′ 10″ N, 8° 24′ 48″ O |        |
| Igreja Senhora-a-Branca       | Nossa Senhora das Neves |             | 41° 33′ 07″ N, 8° 24′ 58″ O |        |
| Igreja de Montariol           |                         |             | 41° 34′ 12″ N, 8° 24′ 40″ O |        |

## Cabreiros e Passos (São Julião)
| Igreja                        | Patrono                 | Localização | coordenadas geográficas     | imagem |
| ----------------------------- | ----------------------- | ----------- | --------------------------- | ------ |
| Igreja Paroquial de Cabreiros | Miguel                  | Cabreiros   | 41° 32′ 22″ N, 8° 29′ 18″ O |        |
| Igreja Paroquial de Passos    | São Julião de Anazarbus |             | 41° 31′ 41″ N, 8° 29′ 56″ O |        |

## Celeirós, Aveleda e Vimieiro
| Igreja                       | Patrono      | Localização | coordenadas geográficas     | imagem |
| ---------------------------- | ------------ | ----------- | --------------------------- | ------ |
| Igreja Paroquial da Aveleda  | Virgem Maria | Aveleda     | 41° 31′ 17″ N, 8° 27′ 59″ O |        |
| Igreja Paroquial de Celeirós | São Lourenço | Celeirós    | 41° 30′ 34″ N, 8° 27′ 12″ O |        |
| Igreja Paroquial do Vimieiro | Santa Ana    | Vimieiro    | 41° 30′ 23″ N, 8° 27′ 40″ O |        |

## Crespos e Pousada
| Igreja                      | Patrono         | Localização | coordenadas geográficas     | imagem |
| --------------------------- | --------------- | ----------- | --------------------------- | ------ |
| Igreja Paroquial de Crespos |                 | Crespos     | 41° 36′ 17″ N, 8° 21′ 44″ O |        |
| Igreja Paroquial de Pousada | Paio de Córdova | Pousada     | 41° 36′ 03″ N, 8° 20′ 32″ O |        |

## Escudeiros e Penso (Santo Estêvão e São Vicente)
| Igreja                                   | Patrono             | Localização            | coordenadas geográficas     | imagem |
| ---------------------------------------- | ------------------- | ---------------------- | --------------------------- | ------ |
| Igreja Paroquial de Escudeiros           | São Pedro           | Escudeiros             | 41° 28′ 39″ N, 8° 25′ 41″ O |        |
| Igreja Paroquial de Penso                | Santo Estêvão       | Santo Estêvão do Penso | 41° 29′ 24″ N, 8° 25′ 24″ O |        |
| Igreja Paroquial de São Vicente de Penso | Vicente de Saragoça | São Vicente do Penso   | 41° 29′ 31″ N, 8° 26′ 26″ O |        |

## Espinho
| Igreja                      | Patrono           | Localização | coordenadas geográficas     | imagem |
| --------------------------- | ----------------- | ----------- | --------------------------- | ------ |
| Igreja Paroquial de Espinho | Martinho de Tours |             | 41° 32′ 52″ N, 8° 21′ 42″ O |        |

## Esporões
| Igreja                         | Patrono        | Localização | coordenadas geográficas     | imagem |
| ------------------------------ | -------------- | ----------- | --------------------------- | ------ |
| Igreja Paroquial de Esporões   | Santiago Maior |             | 41° 30′ 35″ N, 8° 25′ 02″ O |        |
| Igreja de Santa Maria Madalena |                |             | 41° 31′ 20″ N, 8° 23′ 16″ O |        |

## Este (São Pedro e São Mamede)
| Igreja                               | Patrono            | Localização        | coordenadas geográficas     | imagem |
| ------------------------------------ | ------------------ | ------------------ | --------------------------- | ------ |
| Church of São Mamede de Este (Braga) | Mamede de Cesareia | São Mamede de Este | 41° 34′ 19″ N, 8° 21′ 29″ O |        |
| Igreja de São Pedro de Este          | São Pedro          | São Pedro de Este  | 41° 33′ 46″ N, 8° 22′ 13″ O |        |

## Ferreiros e Gondizalves
| Igreja                          | Patrono     | Localização | coordenadas geográficas     | imagem |
| ------------------------------- | ----------- | ----------- | --------------------------- | ------ |
| Igreja Paroquial de Gondizalves | Santo André | Gondizalves | 41° 32′ 31″ N, 8° 27′ 21″ O |        |
| Igreja de Ferreiros             |             | Ferreiros   | 41° 32′ 07″ N, 8° 26′ 26″ O |        |

## Figueiredo
| Igreja                 | Patrono        | Localização | coordenadas geográficas     | imagem |
| ---------------------- | -------------- | ----------- | --------------------------- | ------ |
| Igreja de São Salvador | Salvador Mundi |             | 41° 29′ 59″ N, 8° 26′ 30″ O |        |

## Gualtar
| Igreja            | Patrono | Localização | coordenadas geográficas     | imagem |
| ----------------- | ------- | ----------- | --------------------------- | ------ |
| Igreja de Gualtar | Miguel  |             | 41° 34′ 08″ N, 8° 23′ 21″ O |        |

## Guisande e Oliveira (São Pedro)
| Igreja                                    | Patrono   | Localização           | coordenadas geográficas     | imagem |
| ----------------------------------------- | --------- | --------------------- | --------------------------- | ------ |
| Igreja Paroquial de Guisande              | Miguel    | Guisande              | 41° 28′ 56″ N, 8° 26′ 46″ O |        |
| Igreja Paroquial de São Pedro de Oliveira | São Pedro | São Pedro de Oliveira | 41° 28′ 41″ N, 8° 28′ 12″ O |        |

## Lamas
| Igreja                    | Patrono      | Localização | coordenadas geográficas     | imagem |
| ------------------------- | ------------ | ----------- | --------------------------- | ------ |
| Igreja Paroquial de Lamas | Virgem Maria |             | 41° 30′ 05″ N, 8° 25′ 51″ O |        |

## Lomar e Arcos
| Igreja                         | Patrono         | Localização | coordenadas geográficas     | imagem |
| ------------------------------ | --------------- | ----------- | --------------------------- | ------ |
| Igreja Paroquial de Arcos      | Paio de Córdova | Arcos       | 41° 31′ 20″ N, 8° 25′ 19″ O |        |
| Mosteiro de São Pedro de Lomar | São Pedro       | Lomar       | 41° 31′ 40″ N, 8° 25′ 46″ O |        |

## Merelim (São Paio), Panoias e Parada de Tibães
| Igreja                               | Patrono         | Localização         | coordenadas geográficas     | imagem |
| ------------------------------------ | --------------- | ------------------- | --------------------------- | ------ |
| Igreja Paroquial de Panóias          |                 | Panoias             | 41° 34′ 21″ N, 8° 27′ 51″ O |        |
| Igreja Paroquial de Parada de Tibães | Paio de Córdova | Parada de Tibães    | 41° 33′ 44″ N, 8° 27′ 49″ O |        |
| Igreja de São Paio de Merelim        |                 | São Paio de Merelim | 41° 35′ 08″ N, 8° 27′ 41″ O |        |

## Merelim (São Pedro) e Frossos
| Igreja                                   | Patrono   | Localização          | coordenadas geográficas     | imagem |
| ---------------------------------------- | --------- | -------------------- | --------------------------- | ------ |
| Igreja Paroquial de Frossos              | Miguel    | Frossos              | 41° 33′ 57″ N, 8° 27′ 04″ O |        |
| Igreja Paroquial de São Pedro de Merelim | São Pedro | São Pedro de Merelim | 41° 34′ 51″ N, 8° 27′ 21″ O |        |

## Mire de Tibães
| Igreja                    | Patrono            | Localização | coordenadas geográficas     | imagem |
| ------------------------- | ------------------ | ----------- | --------------------------- | ------ |
| Igreja Nossa Senhora do Ó | Nossa Senhora do Ó |             | 41° 34′ 21″ N, 8° 28′ 43″ O |        |
| Mosteiro de Tibães        |                    |             | 41° 33′ 21″ N, 8° 28′ 46″ O |        |

## Morreira e Trandeiras
| Igreja                         | Patrono        | Localização | coordenadas geográficas     | imagem |
| ------------------------------ | -------------- | ----------- | --------------------------- | ------ |
| Igreja Paroquial de Morreira   | Miguel         | Morreira    | 41° 29′ 39″ N, 8° 24′ 30″ O |        |
| Igreja Paroquial de Trandeiras | Salvador Mundi | Trandeiras  | 41° 29′ 57″ N, 8° 25′ 07″ O |        |

## Nogueira, Fraião e Lamaçães
| Igreja                       | Patrono        | Localização | coordenadas geográficas     | imagem |
| ---------------------------- | -------------- | ----------- | --------------------------- | ------ |
| Igreja Paroquial de Fraião   | Santiago Maior | Fraião      | 41° 32′ 13″ N, 8° 23′ 57″ O |        |
| Igreja Paroquial de Fraião   |                |             |                             |        |
| Igreja Paroquial de Lamaçães | Virgem Maria   | Lamaçães    | 41° 32′ 42″ N, 8° 23′ 46″ O |        |
| Igreja Paroquial de Nogueira | João Batista   | Nogueira    | 41° 31′ 32″ N, 8° 24′ 47″ O |        |

## Nogueiró e Tenões
| Igreja                                       | Patrono        | Localização | coordenadas geográficas     | imagem |
| -------------------------------------------- | -------------- | ----------- | --------------------------- | ------ |
| Basílica do Bom Jesus                        |                |             | 41° 33′ 17″ N, 8° 22′ 38″ O |        |
| Igreja Paroquial de Nogueiró                 | Salvador Mundi | Nogueiró    | 41° 33′ 02″ N, 8° 23′ 21″ O |        |
| Igreja de Santa Eulália, paroquial de Tenões |                | Tenões      | 41° 33′ 28″ N, 8° 23′ 09″ O |        |

## Padim da Graça
| Igreja                             | Patrono              | Localização | coordenadas geográficas     | imagem |
| ---------------------------------- | -------------------- | ----------- | --------------------------- | ------ |
| Igreja Paroquial de Padim da Graça | Adriano de Nicomédia |             | 41° 33′ 55″ N, 8° 29′ 10″ O |        |

## Palmeira
| Igreja             | Patrono      | Localização | coordenadas geográficas     | imagem |
| ------------------ | ------------ | ----------- | --------------------------- | ------ |
| Igreja de Palmeira | Virgem Maria |             | 41° 35′ 24″ N, 8° 25′ 39″ O |        |

## Pedralva
| Igreja                       | Patrono        | Localização | coordenadas geográficas     | imagem |
| ---------------------------- | -------------- | ----------- | --------------------------- | ------ |
| Igreja Paroquial de Pedralva | Salvador Mundi |             | 41° 33′ 36″ N, 8° 19′ 16″ O |        |

## Priscos
| Igreja                      | Patrono        | Localização | coordenadas geográficas     | imagem |
| --------------------------- | -------------- | ----------- | --------------------------- | ------ |
| Igreja Paroquial de Priscos | Santiago Maior |             | 41° 29′ 53″ N, 8° 28′ 40″ O |        |

## Real, Dume e Semelhe
| Igreja                         | Patrono           | Localização | coordenadas geográficas     | imagem |
| ------------------------------ | ----------------- | ----------- | --------------------------- | ------ |
| Igreja Paroquial de Dume       | Martinho de Braga | Dume        | 41° 34′ 04″ N, 8° 26′ 08″ O |        |
| Igreja Paroquial de Semelhe    | João Batista      | Semelhe     | 41° 33′ 15″ N, 8° 27′ 45″ O |        |
| Igreja de São Jerónimo de Real | Jerónimo          | Real        | 41° 33′ 37″ N, 8° 26′ 20″ O |        |

## Ruilhe
| Igreja                     | Patrono         | Localização | coordenadas geográficas     | imagem |
| -------------------------- | --------------- | ----------- | --------------------------- | ------ |
| Igreja Paroquial de Ruilhe | Paio de Córdova |             | 41° 29′ 36″ N, 8° 29′ 55″ O |        |

## Santa Lucrécia de Algeriz e Navarra
| Igreja                                        | Patrono        | Localização               | coordenadas geográficas     | imagem |
| --------------------------------------------- | -------------- | ------------------------- | --------------------------- | ------ |
| Igreja Paroquial de Navarra                   | São Lourenço   | Navarra                   | 41° 36′ 27″ N, 8° 22′ 47″ O |        |
| Igreja Paroquial de Santa Lucrécia de Algeriz | Santiago Maior | Santa Lucrécia de Algeriz | 41° 35′ 31″ N, 8° 22′ 21″ O |        |

## Sequeira
| Igreja                       | Patrono      | Localização | coordenadas geográficas     | imagem |
| ---------------------------- | ------------ | ----------- | --------------------------- | ------ |
| Igreja Paroquial de Sequeira | Virgem Maria |             | 41° 31′ 37″ N, 8° 28′ 20″ O |        |

## Sobreposta
| Igreja                         | Patrono | Localização | coordenadas geográficas     | imagem |
| ------------------------------ | ------- | ----------- | --------------------------- | ------ |
| Igreja Paroquial de Sobreposta |         |             | 41° 33′ 13″ N, 8° 20′ 09″ O |        |

## Tadim
| Igreja                    | Patrono        | Localização | coordenadas geográficas     | imagem |
| ------------------------- | -------------- | ----------- | --------------------------- | ------ |
| Igreja Paroquial de Tadim | São Bartolomeu |             | 41° 30′ 26″ N, 8° 29′ 22″ O |        |

## Tebosa
| Igreja                     | Patrono        | Localização | coordenadas geográficas     | imagem |
| -------------------------- | -------------- | ----------- | --------------------------- | ------ |
| Igreja Paroquial de Tebosa | Salvador Mundi |             | 41° 28′ 56″ N, 8° 29′ 04″ O |        |

## Vilaça e Fradelos
| Igreja                       | Patrono           | Localização | coordenadas geográficas     | imagem |
| ---------------------------- | ----------------- | ----------- | --------------------------- | ------ |
| Igreja Matriz de Vilaça      | Santa Cecília     | Vilaça      | 41° 31′ 04″ N, 8° 28′ 45″ O |        |
| Igreja Paroquial de Fradelos | Martinho de Tours | Fradelos    | 41° 30′ 32″ N, 8° 28′ 40″ O |        |

## Igrejas
| Igrejas                         | Freguesia              | Classificação |
| Igreja de Santo Adrião          | São José de São Lázaro |               |
| Igreja do Seminário da Falperra | Nogueira               |               |
| Igreja Paroquial de Arentim     | Arentim                |               |

Lista das Igrejas não consideradas como património:
| Igrejas                     | Freguesia              |
| Igreja Nova de Gualtar      | Gualtar                |
| Igreja nova de Arentim      | Arentim                |
| Igreja nova de Santo Adrião | São José de São Lázaro |
| Igreja nova de Fraião       | Fraião                 |